# Kanton Châteauneuf-de-Randon
Kanton Châteauneuf-de-Randon (francouzsky Canton de Châteauneuf-de-Randon) je francouzský kanton v departementu Lozère v regionu Languedoc-Roussillon. Tvoří ho osm obcí.

## Obce kantonu
- Arzenc-de-Randon
- Châteauneuf-de-Randon
- Chaudeyrac
- Laubert
- Montbel
- Pierrefiche
- Saint-Jean-la-Fouillouse
- Saint-Sauveur-de-Ginestoux